# Duboisialestes bifasciatus
Duboisialestes bifasciatus är en fiskart som beskrevs av Poll, 1967. Duboisialestes bifasciatus ingår i släktet Duboisialestes och familjen Alestidae. IUCN kategoriserar arten globalt som livskraftig. Inga underarter finns listade i Catalogue of Life.